# Nematus flavescens
Nematus flavescens är en stekelart som beskrevs av Stephens 1835. Nematus flavescens ingår i släktet Nematus, och familjen bladsteklar. Arten är reproducerande i Sverige.